# حكومة نجيب ميقاتي الثالثة

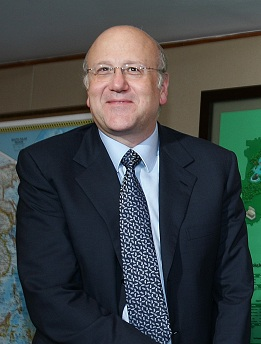
نجيب ميقاتي أثناء قمة الدوري العربي والأمريكي الجنوبي عام 2005

حكومة نجيب ميقاتي الثالثة هي الحكومة اللبنانية السابعة والسبعون بعد الاستقلال والرابعة بعهد الرئيس ميشال عون، وهي الحكومة الثالثة التي يرأسها نجيب ميقاتي، صدر مرسوم تشكيلها تحت الرقم 8376 في 10 أيلول 2021. وضمت الحكومة 24 وزيراً من بينهم سيدة. وذلك بعد شهر ونصف من تكليف نجيب ميقاتي بتشكيل الحكومة على إثر الإستشارات النيابية الملزمة بتاريخ 26 تموز 2021، التي سمته بغالبية 72 صوت من 118 نائب في المجلس النيابي.

## تشكيلة الحكومة
| الوزارة                          | اسم الوزير      | الطائفة     | الحزب السياسي                         | المحافظة      |
| -------------------------------- | --------------- | ----------- | ------------------------------------- | ------------- |
| رئيس مجلس الوزراء                | نجيب ميقاتي     | السنة       | تيار العزم                            | محافظة الشمال |
| نائب رئيس مجلس الوزراء           | سعادة الشامي    | روم أرثوذكس |                                       |               |
| وزير الدفاع الوطني               | موريس سليم      | روم أرثوذكس |                                       |               |
| وزير الخارجية والمغتربين         | عبد الله بوحبيب | موارنة      | تكتل لبنان القوي - التيار الوطني الحر |               |
| وزير الداخلية والبلديات          | بسام المولى     | السنة       |                                       |               |
| وزير المالية                     | يوسف خليل       | الشيعة      | حركة أمل                              |               |
| وزير العدل                       | هنري خوري       | موارنة      |                                       |               |
| وزير الإتصالات                   | جوني قرم        | موارنة      |                                       |               |
| وزير الطاقة والمياه              | وليد فياض       | روم أرثوذكس |                                       |               |
| وزير الأشغال العامة والنقل       | علي حمية        | شيعة        |                                       |               |
| وزير التربية والتعليم العالي     | عباس حلبي       | الدروز      | الحزب التقدمي الاشتراكي               | جبل لبنان     |
| وزير الصحة العامة                | فراس الأبيض     | السنة       | تيار المستقبل                         |               |
| وزير العمل                       | مصطفى بيرم      | الشيعة      |                                       |               |
| وزير دولة للشؤون الاجتماعية      | هيكتور الحجار   | أقليات      |                                       |               |
| وزير السياحة                     | وليد نصار       | المارونية   |                                       |               |
| وزير الاقتصاد والتجارة           | أمين سلام       | السنة       |                                       |               |
| وزير الإعلام                     | زياد المكاري    | الموارنة    |                                       |               |
| وزير المهجرين                    | عصام شرف الدين  | الدروز      | الحزب الديمقراطي اللبناني             | جبل لبنان     |
| وزير الشباب والرياضة             | جورج كلاس       | روم كاثوليك |                                       |               |
| وزير البيئة                      | ناصر ياسين      | السنة       |                                       |               |
| وزير دولة لشؤون التنمية الإدارية | نجلا الرياشي    | روم كاثوليك |                                       |               |
| وزير الزراعة                     | عباس الحاج حسن  | الشيعة      |                                       |               |
| وزير الثقافة                     | محمد مرتضى      | الشيعة      |                                       |               |
| وزير الصناعة                     | جورج بوشيكيان   | الأرمن      |                                       |               |

## وصلات خارجية
- موقع رئاسة مجلس الوزراء الرسمي